# کنسرت در بخارست: تور خطرناک
کنسرت در بخارست: تور خطرناک (به انگلیسی: Live in Bucharest: The Dangerous Tour) نام یک کنسرتی است که توسط مایکل جکسون خواننده و هنرمند معروف آمریکایی در دی وی دی در سال ۲۰۰۵ منتشر شد. این کنسرت قبلاً در مجموعه نهایی وجود داشت. کنسرت در بخارست: تور خطرناک در ۱ اکتبر ۱۹۹۲ (۱۳۷۱) در ورزشگاه ملی شهر بخارست (کشور رومانی) در طی تور جهانی خطرناک توسط مایکل جکسون اجرا شد و ۷۰٬۰۰۰ بلیط آن فروخته شد. این تنها کنسرت جکسون است که به طور رسمی در آمریکا بر روی دی وی دی منتشر شد. وی‌اچ‌اس (VHS) "تور تاریخ در سئول، کره جنوبی" کنسرت دیگری از جکسون بود که فقط در کرهٔ جنوبی منتشر شد.
از کنسرت جکسون در بخارست نسخه‌های متفاوتی وجود دارد که نسخهٔ بی‌بی‌سی یکی از آن‌ها است.
بیش از ۱ میلیون نسخه از این دی‌وی‌دی در سراسر جهان فروخته شده‌است. این در حالی است که این کنسرت قبلأ در مجموعه جعبه‌ای کلکسیون نهایی منتشر شده بود.

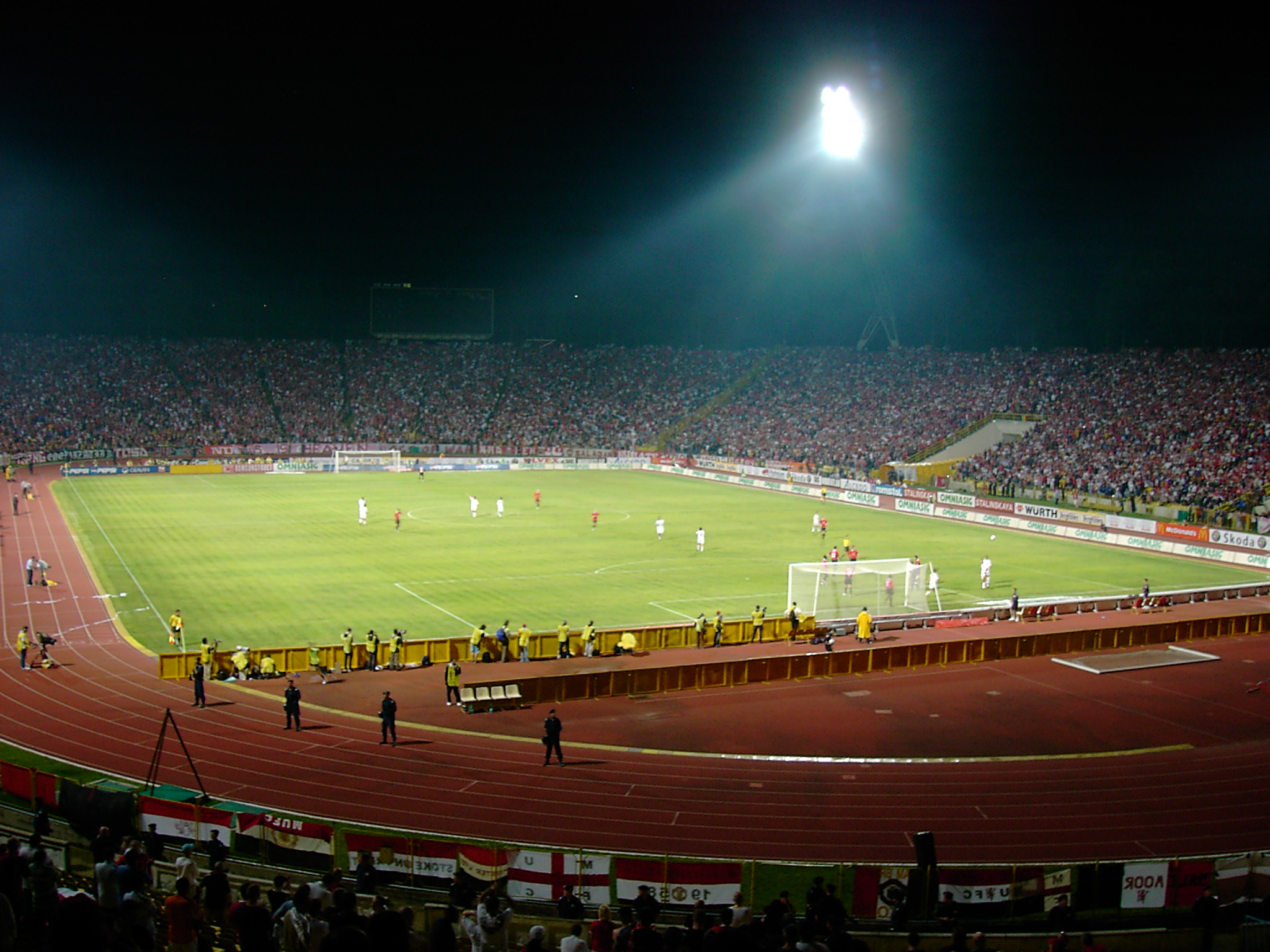
تصویری از ورزشگاه ملی بخارست

## لیست آهنگ‌ها
1. «مقدمه»
2. «جم» (به انگلیسی: Jam)
3. «می‌خوای چیزی رو شروع کنی» (به انگلیسی: Wanna Be Startin' Somethin')
4. «طبیعت انسان» (به انگلیسی: Human Nature)
5. «مجرم زیرک» (به انگلیسی: Smooth Criminal)
6. «فقط نمی‌تونم دوست داشتنت رو مهار کنم» (همراه سیداه گرت) (به انگلیسی: I Just Can't Stop Loving You duet with Siedah Garrett)
7. «او در زندگی‌ام نیست» (به انگلیسی: She's out of My Life)
8. «می خوام برگردی» (به انگلیسی: I Want You Back)
9. «عشقی که تو حافظ آن هستی» (به انگلیسی: The Love You Save)
10. «آنجا خواهم بود» (به انگلیسی: I'll Be There)
11. «تریلر» (به انگلیسی: Thriller)
12. «بیلی جین» (به انگلیسی: Billie Jean)
13. «پلنگ سیاه» (از موزیک ویدیوی سیاه یا سفید) (به انگلیسی: Black Panther (Video Interlude))
14. «کار در شب و روز» (به انگلیسی: Workin' Day and Night)
15. «بزن به چاک» (به انگلیسی: Beat It)
16. «آیا آنجا خواهی بود» (به انگلیسی: Will You Be There)
17. «سیاه یا سفید» (به انگلیسی: Black or White)
18. «دنیا را التیام بده» (به انگلیسی: Heal the World)
19. «مرد درون آینه» (به انگلیسی: Man in the Mirror)
20. «پرواز جکسون» (به انگلیسی: Rocket Man)
21. «پایان»